# Hobby

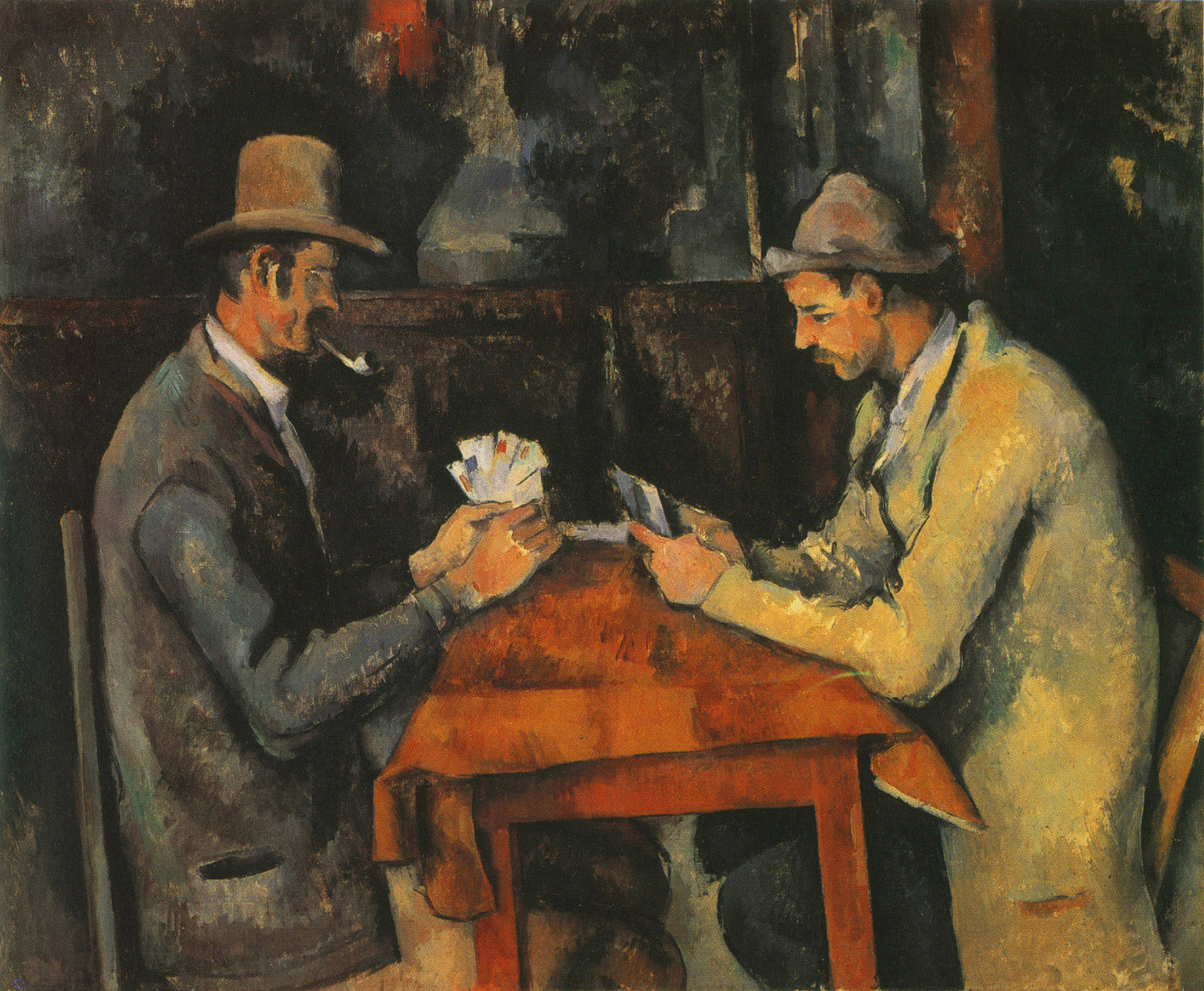
I giocatori di carte, di Cézanne, 1892-1895, Courtauld Gallery, Londra

Un hobby (termine polisemico inglese entrato nella lingua italiana corrente come prestito linguistico) è un'attività praticata nel tempo libero per piacere, interesse o divertimento. Come lo stesso concetto di tempo libero, anche quello di hobby si è affermato con l'avvento della società industriale, che per la prima volta distingueva il tempo lavorativo da quello disponibile per altre attività.

## Etimologia del termine
L'etimologia del termine inteso come passatempo non è certa. 
Nel XIII secolo, il termine "hobyn" significava "piccolo cavallo", o pony. Il termine "hobbyhorse" è stato documentato in un documento del 1557. L'oggetto, originariamente chiamato "Tourney Horse", era costituito da un corpo in legno con testa e coda artificiali, creato per mimare un vero cavallo in cerimonie religiose o civili. Nel 1816 il termine derivato "hobby" venne introdotto nei dizionari.

## Storia
Gli hobby erano originariamente descritti come attività in qualche modo infantili o banali. Tuttavia, già nel 1676 Sir Matthew Hale, in Contemplations Moral and Divine, scrisse "Quasi ogni persona ha un cavallo per hobby o altro in cui si vanta". Stava riconoscendo che un "cavallo per hobby" produce un senso legittimo di orgoglio. Con la rivoluzione industriale vi fu un fiorire di hobby, poiché i lavoratori avevano orari di lavoro più regolari e maggiore tempo libero. Essi trascorrevano più tempo a perseguire interessi che portavano loro soddisfazione. Tuttavia, c'era il timore che questi lavoratori non potessero usare il loro tempo libero per attività meritevoli. "La speranza di allontanare le persone dalle cattive abitudini mediante l'offerta di contro-attrazioni è emersa negli anni '30 del XIX secolo e da allora è raramente svanita. Inizialmente le cattive abitudini erano percepite come di natura sensuale e fisica, e le contro-attrazioni , o forse alternative più accurate, attività in cui razionalità e intelletto erano deliberatamente coltivati". Il fiorente commercio di libri e riviste di quel periodo incoraggiava hobby e attività meritevoli. Il fiorente commercio manifatturiero rendeva a buon mercato i materiali usati negli hobby e rispondeva ai mutevoli interessi degli hobbisti.
Gli inglesi sono stati identificati come hobbisti entusiasti, come ha osservato George Orwell. "Un'altra caratteristica inglese che è talmente una parte di noi che quasi non ce ne accorgiamo ... è la dipendenza da hobby e occupazioni di tempo libero, parte della riservatezza della vita inglese. Siamo una nazione di amanti dei fiori, ma anche una nazione di collezionisti di francobolli, cacciatori di piccioni, carpentieri dilettanti, tagliandi, giocatori di freccette, fan dei cruciverba. Tutta la cultura che è più autenticamente nativa ruota attorno a cose che anche quando sono in comune non sono ufficiali: il pub, la partita di calcio, il giardino sul retro, il caminetto e la "bella tazza di tè".
Decidere cosa includere in un elenco di hobby provoca dibattito perché è difficile decidere quali piacevoli passatempo possono anche essere descritti come hobby. Nel corso del XX secolo il termine hobby ha suggerito attività come raccolta di francobolli, ricamo, maglieria, pittura, lavorazione del legno e fotografia. In genere la descrizione non includeva attività come ascoltare musica, guardare la televisione o leggere. Queste ultime attività portano piacere, ma mancano del senso di realizzazione solitamente associato a un hobby. Di solito non sono attività strutturate e organizzate, come la maggior parte degli hobby. Il piacere di un hobby è di solito associato alla creazione di qualcosa di valore o al raggiungimento di qualcosa di valore. "Tale svago è socialmente valorizzato proprio perché produce sentimenti di soddisfazione per qualcosa che assomiglia molto al lavoro ma che è fatto per se stesso." "Gli hobby sono una contraddizione: prendono il lavoro e lo trasformano in svago; prenditi il tempo libero e trasformalo in lavoro. "
Gli hobby cambiano nel tempo. Nel XXI secolo, l'industria dei videogiochi è un grande hobby che coinvolge milioni di bambini e adulti in varie forme di "gioco". La raccolta di francobolli è diminuita insieme all'importanza del sistema postale. La lavorazione del legno e della maglieria sono diminuite come hobby, perché i manufatti offrono alternative economiche per i prodotti fatti a mano. Attraverso internet, una comunità online è diventata un hobby per molte persone; condividere consigli, informazioni e supporto e, in alcuni casi, consentire a un hobby tradizionale, come la raccolta, di prosperare e sostenere il commercio in un nuovo ambiente.

## Tipi di hobby
Gli hobby sono un insieme diversificato di attività ed è difficile classificarli in modo logico. La seguente categorizzazione di hobby è stata sviluppata da Stebbins.

### Collezionismo

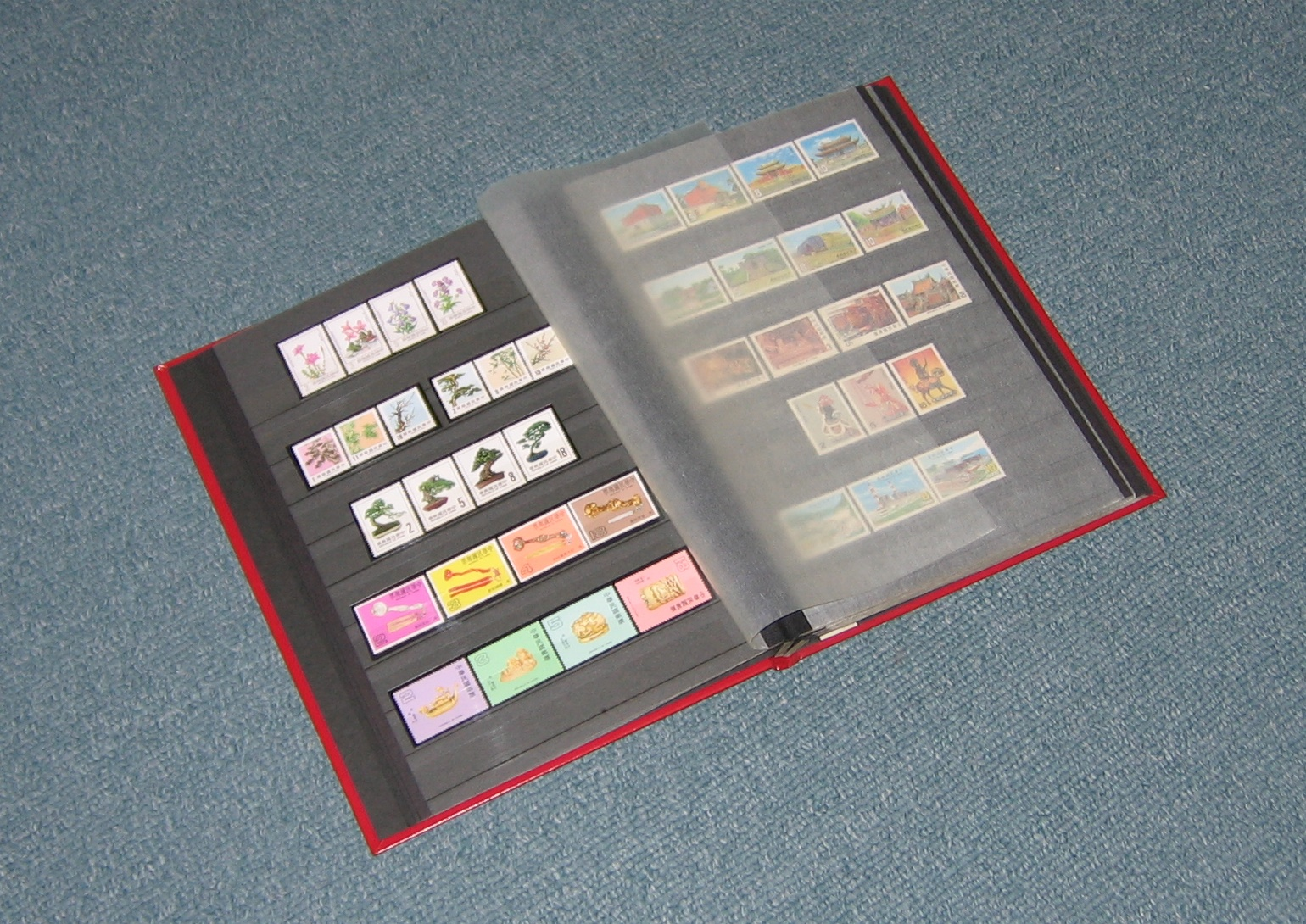
Un album usato per collezionare francobolli.

Il collezionismo comprende la ricerca, l'individuazione, l'acquisizione, l'organizzazione, la catalogazione, la visualizzazione e la memorizzazione. Collezionare è attraente per molte persone a causa del loro interesse per un determinato argomento e del desiderio di classificare e ottenere l'ordine dalla complessità. Alcuni collezionisti sono generalisti, accumulando oggetti da paesi del mondo. Altri si concentrano su un argomento specifico all'interno della loro area di interesse, come francobolli, etichette per bottiglie di latte, armi da fuoco, monete, o qualunque altro tipo di oggetto. 
Collezionare è un hobby antico, con l'elenco dei collezionisti di monete che comprende Cesare Augusto. A volte i collezionisti hanno trasformato il loro hobby in un business, diventando rivenditori commerciali che commerciano gli oggetti raccolti.
Un'alternativa alla raccolta di oggetti fisici è la raccolta di registri di eventi di un tipo particolare. Gli esempi includono l'individuazione di treni, il birdwatching, l'individuazione di aeromobili, e qualsiasi altra forma di registrazione sistematica di un particolare fenomeno. Il modulo di registrazione può essere scritto, fotografico, online, ecc.

### Attività manuali

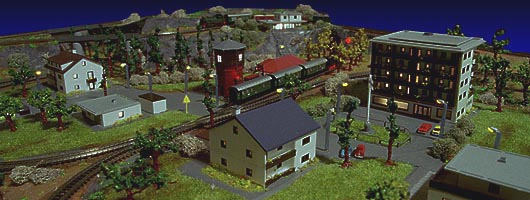
Un esempio di modellismo ferroviario

Questa categoria include il lavorare su progetti di qualunque tipo. Questi progetti possono essere compiti progressivi e irregolari svolti per un lungo periodo di tempo. Gli hobby manuali includono progetti di complessi, come la costruzione o il ripristino di un'auto o la costruzione di un computer dalle sue singole parti. Per gli appassionati di fai da te esperti di computer, la lavorazione tramite macchine a controllo numerico (CNC) può anche essere popolare. Una macchina CNC può essere assemblata e programmata per realizzare parti diverse da legno o metallo.
Vi sono molti appassionati di hobby tecnici e costruttivi come per esempio la falegnameria, la meccanica, l'elettrotecnica, l'elettronica, la radiotecnica ecc.
Quello che accomuna questi hobby è il dilettarsi con il processo di fabbricazione, compresa la riparazioni di automobili e vari tipi di restauro: mobili, auto d'epoca, ecc. Fanno parte di questa categoria anche gli hobby domestici: riparare un muro, posare un pavimento, ecc. Altri esempi di hobby manuali includono modellismo, stampa 3D, bricolage, sartoria e cucina.

### Attività di partecipazione
Le attività di partecipazione comprendono "attività non competitive e basate su regole".

### Attività all'aperto

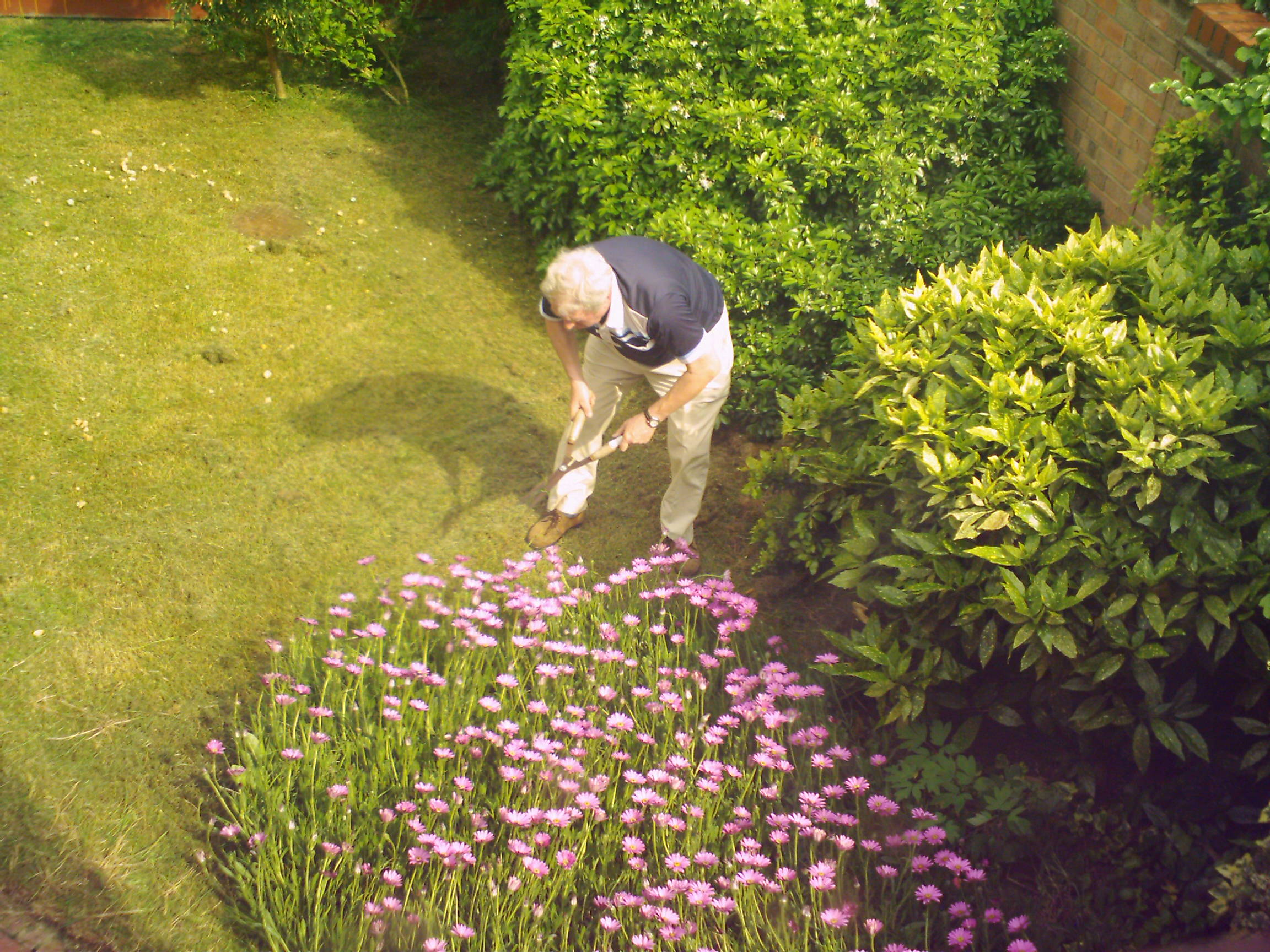
Giardinaggio

Le attività all'aperto sono il gruppo di attività che si svolgono all'aperto. Questi hobby includono giardinaggio, escursionismo, ciclismo, canoa, arrampicata, speleologia, pesca, caccia, tiro al bersaglio, osservazione della fauna selvatica (come il birdwatching), osservazione di aerei (come il plane spotting) e numerosi giochi e sport. Anche le attività basate sulla simulazione di operazioni militari, come il softair e il paintball possono essere classificate in questa categoria.

### Giochi e sport
Gli sport possono essere praticati a un differente livello di impegno o di competitività, e quindi la pratica sportiva, svolta durante il tempo libero e senza un eccessivo impegno può essere categorizzata come hobby. Tra questi gli sport di squadra, gli sport acquatici e gli sport invernali.

### Hobby artistici

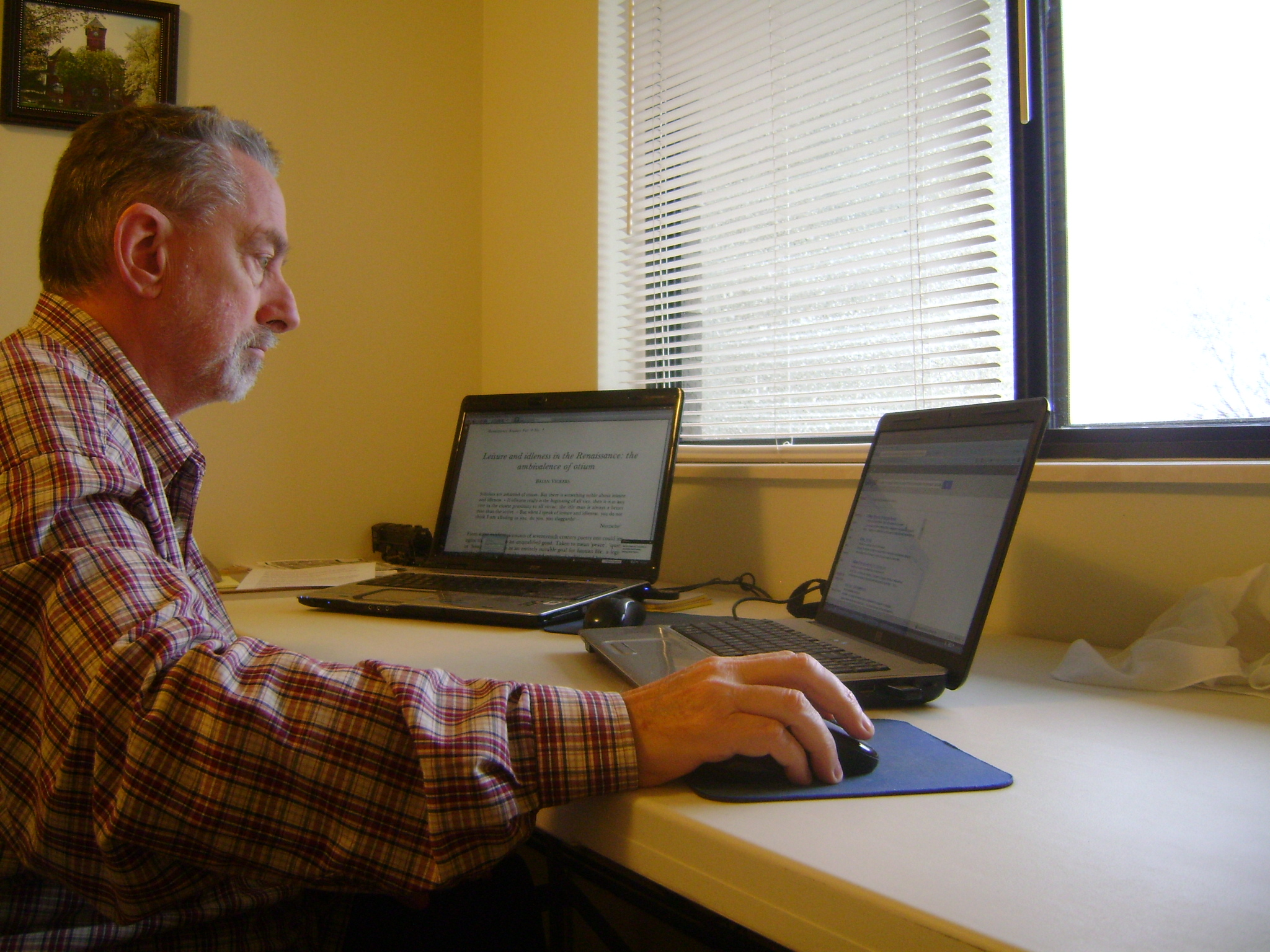
Scrivere o modificare voci per Wikipedia è un hobby per alcune persone.

Alcuni hobby coinvolgono spettacoli dell'hobbista, come canto, recitazione, giocoleria, magia, danza, suono di strumenti musicali, arti marziali e altre arti dello spettacolo. Altri hobby che rientrano in questa categoria presuppongono invece la creazione di un prodotto finale artistico come la pittura, la scultura, la fotografia o la scrittura.

## Hobby e gioco per la psicoanalisi
Dal punto di vista della psicoanalisi infantile, Anna Freud sostiene che hobby e gioco hanno alcuni punti in comune: lo scopo ludico, finalità "sublimate" e "spostate", il modo di perseguire queste finalità incanalando energie pulsionali sia immodificate che "neutralizzate". Per Anna Freud, gli hobby sono utili allo sviluppo della personalità, compaiono all'inizio del periodo di latenza e possono variare molto contenuti e oggetti nel corso del tempo, in alcuni casi possono accompagnare l'individuo anche per tutta la vita.